# Tuberculatus passalus
Tuberculatus passalus är en insektsart. Tuberculatus passalus ingår i släktet Tuberculatus och familjen långrörsbladlöss. Inga underarter finns listade i Catalogue of Life.